# Harbach (Ahr)
Der Harbach ist ein knapp zehn Kilometer langer, orographisch rechter und südlicher Nebenfluss der Ahr im rheinland-pfälzischen Landkreis Ahrweiler.
Der Harbach führt im Oberlauf den Namen Baucherbach, er ist in manchen Karten auch als Fützbach verzeichnet.

## Geographie

### Verlauf
Der Harbach entspringt etwa ein Kilometer östlich von Königsfeld. Die Quelle liegt am Osthang des Kirchbergs (⊙ 285,6 m ü. NHN) auf einer Höhe von ca. 258 m ü. NHN. Von hier aus fließt der Bach nach Nordosten und unterquert die Autobahn A 61. Er setzt seinen Weg nach Nordosten entlang der Landesstraße 86 fort bis zum Schloss Ahrenthal. Er schwenkt nach Osten und nimmt die Zuflüsse Sonnenbach und Gappentalbach auf, um dann entlang der Landesstraße 82 nach Norden, Richtung Sinzig zu fließen. Nach Erreichen von Sinzig wird er verrohrt und mündet in den dort von Westen kommenden Rhein-Zufluss Ahr.

### Einzugsgebiet und Zuflüsse
Das 14,3 km² große Einzugsgebiet entwässert über Ahr und Rhein zur Nordsee.
| Name                        | GKZ        | Lage   | Länge in km | EZG in km² | Mündung           |
| --------------------------- | ---------- | ------ | ----------- | ---------- | ----------------- |
| Harbachquelle               | 2718998-14 | links0 | 000,5880    | 0000,5010  |                   |
| Beißenbach (auch Furthbach) | 2718998-16 | links0 | 002,3110    | 0001,6320  |                   |
| Dedenbach                   | 2718998-2  | rechts | 002,2460    | 0001,9260  |                   |
| Sonnenbach                  | 2718998-4  | rechts | 001,4520    | 0002,1160  | Schloss Ahrenthal |
| Gappentalbach               | 2718998-6  | rechts | 001,0010    | 0001,0160  | Schloss Ahrenthal |
| Siefenbach                  | 2718998-8  | links0 | 000,6890    | 0000,9060  |                   |